# Milagros (Masbate)
Milagros è una municipalità di terza classe delle Filippine, situata nella Provincia di Masbate, nella Regione di Bicol.
Milagros è formata da 27 baranggay:
- Bacolod
- Bangad
- Bara
- Bonbon
- Calasuche
- Calumpang (Taisan)
- Capaculan
- Cayabon
- Guinluthangan
- Jamorawon
- Magsalangi
- Matagbac
- Matanglad
- Matiporon

- Moises R. Espinosa
- Narangasan
- Pamangpangon
- Paraiso (Potot)
- Poblacion East
- Poblacion West
- San Antonio
- San Carlos
- Sawmill
- Tagbon
- Tawad
- Tigbao
- Tinaclipan (Bato)